# 潘汝楨
潘汝楨（1564年—1631年），字克生，又字镇朴，號石乳，南直隸安慶府桐城縣人，明朝政治人物，為魏忠賢建生祠的始作俑者。

## 生平
萬曆二十八年（1600年）庚子科應天鄉試舉人，萬曆二十九年（1601年）聯捷辛丑科進士，初授縉雲縣知縣，三十二年調慈谿縣，三十四年本省同考，所取士有徐日久、徐日曦等人。三十七年升户部雲南司主事，管旧太仓。三十八年考选，四十年擢授河南道監察御史，管印馬屯田，四十二年巡视中城，管十庫，巡视東城，四十三年巡按山西，丁母憂歸。服闋，四十六年起復原職，巡视两关，差管节慎库，升掌河南道御史，彈劾東林黨人李三才。四十七年丁父憂歸。天啓元年（1621年）復除福建道御史，二年巡视京营，以病歸。五年起浙江道，本年升太僕寺少卿，六年擔任浙江巡撫右佥都御史。天啟六年（1626年）六月在西湖之濱為魏忠賢建生祠，建成後上疏，請明熹宗賜匾額，名之曰「普德」。其後，魏忠賢生祠“遂遍天下”，天啓七年升南京兵部左侍郎。
天啟七年（1627年），明熹宗駕崩，崇祯帝即位整肅閹黨，以魏忠賢黨羽，被革职充軍。崇祯四年卒，享年六十八。

## 家族
曾祖潘文智。祖父潘仰。父潘为山，庠生。汝楨有子潘應奎。
子男六人，映轸、映娄、映室、映壁，汤恭人出；映参、映翼，郭出。女二人，适姚之元、盛之京，汤恭人出。孙男五人，金芝、玉芝映轸出，天芝、五芝、紫芝映娄出。曾孙男三人：大璋、大培、大埏，金芝出。